# Konbaung-Dynastie

Flagge der Konbaung-Dynastie

Die Konbaung-Dynastie (Birmanisch: ကုန်းဘောင်ခေတ်, Aussprache: [kóuɴbàuɴ kʰɪʔ]) war die letzte Dynastie des birmanischen Reiches, erreichte die zweitgrößte Ausdehnung des birmanischen Einflussbereiches in Südostasien und regierte zwischen 1752 und 1885. Die Konbaung-Dynastie stammte aus dem kleinen Ort Moksobo, dem heutigen Shwebo in Oberbirma. Sie wurde durch den regionalen Fürsten Aung Zeya, den späteren König Alaungpaya, gegründet, nachdem die Taungu-Dynastie die Kontrolle über Birma verloren hatte und das 1740 wiedererstandene Königreich Hanthawaddy (Pegu) versuchte, nach Norden zu expandieren.
Der Konbaung-König Alaungpaya vereinigte Birma nach der Zerstörung Pegus im Jahr 1758. Alaungpayas Nachfolger residierten von 1760 bis 1765 in der alten oberbirmanischen Königsstadt Sagaing, ab 1765 in Ava (dem heutigen Inwa). Ihre Dynastie baute eine hochmilitarisierte Gesellschaft auf, die das größte birmanische Reich nach dem von Taungu unter König Bayinnaung schaffen sollte. Neben Siam und Lan Na wurden auch im Westen gelegene Gebiete (1784 Arakan, 1813 Manipur und 1817 Assam) eingenommen. Die Letzteren gehörten zur Einflusssphäre der Briten, die sich wenig später im Ersten Anglo-Birmanischen Krieg gegen die Birmanen durchsetzen konnten. Alle von König Bodawpaya eroberten Gebiete im Westen wurden aufgegeben, daneben auch Tenasserim im Südosten. 1852 nahmen die Briten den unteren Teil Birmas als Folge des Zweiten Anglo-Birmanischen Krieges ein. König Mindon Min versuchte das Land zu reformieren, doch kam dies zu spät, um sich gegen die vollständige Übernahme durch die Briten zu stemmen, die als Folge der Bildung von Französisch-Indochina (Vietnam, Laos, Kambodscha) um ihren Einfluss in Hinterindien fürchteten.
Die Konbaung-Dynastie endete am 29. November 1885, nachdem der Rest des Reiches als Folge des Dritten Anglo-Birmanischen Krieges vollständig in das britische Kolonialreich integriert wurde.